# Саскачеван (річка)
Саскачеван (англ. Saskatchewan River, фр. Rivière Saskatchewan) — одна з найбільших річок у Канаді. Річка перетинає провінції Саскачеван і Манітоба і впадає в озеро Вінніпег. Вона бере свій початок зі злиттям двох приток річки Південний Саскачеван і річки Північний Саскачеван у Саскачевані. Її басейн включає більшу частину степових провінцій та західні схили Скелястих гір в провінції Альберта і штаті Монтана. У басейні річки живе близько трьох мільйонів чоловік.
Річка тече у східному напрямі до містечка Ніпавін в Саскачевані, де завдяки греблі ім. Франсіс Фінлей утворює штучне водосховище — озеро Кодет. Нижче за течією в неї впадають річки Торч (англ. Torch River) і Моссі (англ. Mossy River). Інше штучне водосховище утворює гребля ім. Е.Б. Камбел в Манітобі. Річка тече через болота й озера до містечка Де-Па, де в неї впадає річка Керрот (англ. Carrot River). Саскачеван формує річкову дельту перед озером Сідар. Звідси річка тече 5 км до озера Вінніпег.
Річка, як і провінція Саскачеван, бере свою назву з мови індіанців племені крі — isiskāciwani-sīpiy, що означає «швидка річка». У 1690 році службовець Компанії Гудзонової затоки Генрі Келсі першим з європейців побачив Саскачеван, а в наступному році пройшов вгору за течією від гирла в озері Вінніпег. Таким чином Келсі виявився і першим європейцем, який побував у канадських преріях. У 1741 році експедиція Ла-Веранді побувала на Південному Саскачевані, а вже в 1774 році Метью Кокінг і Семюель Герн заснували першу факторію на озері Камберленд.